# Olas
Olas (mađ. Olasz, nje. Ahlass) je selo u južnoj Mađarskoj.
Zauzima površinu od 10,29 km četvornih.

## Zemljopisni položaj
Nalazi se na 46°1' sjeverne zemljopisne širine i 18°25' istočne zemljopisne dužine, 4 km zapadno od Kemeda, na pola puta između Pečuha i Mohača.

## Upravna organizacija
Upravno pripada Mohačkoj mikroregiji u Baranjskoj županiji. Poštanski broj je 7745.
U Olasu djeluje jedinica Hrvatske samouprave u Mađarskoj.

## Stanovništvo
U Olasu živi 623 stanovnika (2002.). Među njima žive i pripadnici hrvatske manjine. Povijesno, u dokumentima je naseljavanje Hrvata zabilježeno 1718. godine. 1720-ih se doseljavaju Nijemci.

## Ime
Krajem 12. stoljeća su u Olas došli Francuzi. Mjesni Mađari su mislili da su to došli Talijani, pa odatle i ime za ovo selo, od mađarske riječi za Talijana, Olasz.

## Vanjske poveznice
- (mađ.) Olasz Önkormányzatának honlapja  Arhivirana inačica izvorne stranice od 20. prosinca 2008. (Wayback Machine)
- (engl.) Olas na fallingrain.com